# Mezjyhirjaklostret

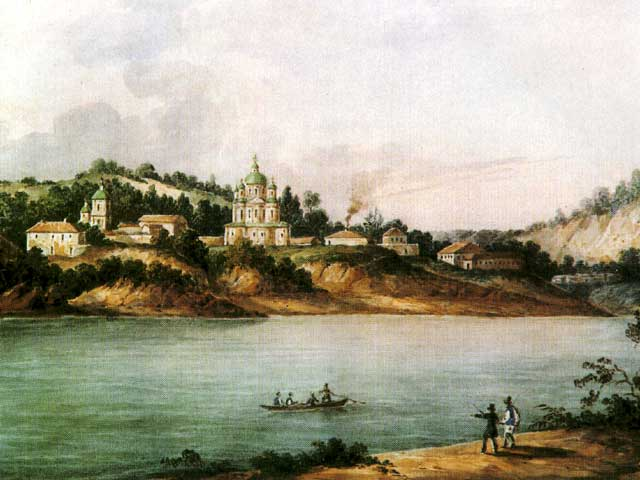
Mezjyhirjaklostret, beläget på den högra sidan av Dnepr. Fjodor Solntsev, 1843.

Mezjyhirjaklostret[a] (ukrainska: Межигірський монастир) var ett medeltida historiskt kungligt palats beläget nära den medeltida staden Vysjhorod som nu ligger i Kiev (provinsen) i norra Ukraina. Byggnadskomplexet låg i Mezjyhirjaravinen, på högra sidan av floden Dnepr (Dnipro). 
Klostret grundades 988 och var ett av de första kloster som etablerades i det östslaviska Kievriket. Under sin existens förstördes det och byggdes upp igen åtskilliga gånger, fast det undgick inte förstörelsen genom Sovjets myndigheter 1935. Vid tiden då det var som mest betydande, ansågs Mezjyhirskyjklostret som ett själsligt centrum för den ryska Rurikdynastin och senare kosackerna.